# Broderick Crawford
William Broderick Crawford (Filadélfia, 9 de dezembro de 1911 — Rancho Mirage, 26 de abril de 1986) foi um ator dos Estados Unidos da América.

## Biografia
Estreou no cinema em 1937 no filme Woman Chases Man e teve seu grande momento em 1949 ao interpretar o político Willie Stark na premiada fita A Grande Ilusão que lhe rendeu o Oscar de melhor ator em 1950 e também o Globo de Ouro no mesmo ano.
Antes desse filme, Broderick só havia interpretado papéis coadjuvantes em filmes sem muita importância. Fez também muitos seriados de TV a partir de meados da década de 50.
Seu último filme foi em 1979 como um simpático velhinho que ajudava dois jovens adolescentes em "Um Pequeno Romance".

## Filmografia parcial
- Um Pequeno Romance (1979)
- O Candidato (1972)
- Confidências de Hollywood (1966)
- O Texano (1966)
- Uma Certa Casa Suspeita (1964)
- Golias e o Dragão (1960)
- Gatilho Relâmpago (1956)
- Entre o Céu e o Inferno (1956)
- A Trapaça (1955)
- Não Serás Um Estranho (1955)
- À Sombra da Noite (1954)
- Desejo Humano (1954)
- Nascida Ontem (1950)
- A Grande Ilusão (1949)
- Anjo Diabólico (1946)
- Casablanca (1942)
- A Pecadora (1940)
- When the Daltons Rode (1940)
- Beau Geste (1939)
- Eternally Yours (1939)

Patrulha Rodoviária ("Highway Patrol") foi uma das mais populares e influentes série policial na tv durante os anos 50 ele fazia o papel do Chefe Dan Matthews, um dedicado comandante da força policial em um grande mas não identificado estado americano.